# Roche de Vic
La roche de Vic (ou plus rarement puy de Roche de Vic) est un sommet du Massif central, situé sur la commune d'Albussac, en Corrèze. 
La roche de Vic atteint l'altitude de 636 m d'altitude, ce qui en fait l'un des principaux sommets du plateau corrézien qui sépare la vallée de la Corrèze, au nord-ouest, de celle de la Dordogne, au sud-est. Il s'agit d'un site classé depuis 1934.
La roche de Vic est réputée pour son point de vue panoramique, facilité par le dégagement de son sommet rocheux et par son isolement, à plus de 25 km à l'ouest de la Xaintrie, ensemble plus élevé le plus proche. La vue s'ouvre sur les monts du Cantal, le massif du Sancy, les Monédières, le massif des Cars, le Quercy et le Périgord.

## Histoire
L'occupation humaine est attestée sur les lieux dès le Néolithique,. La roche de Vic bénéficie de nombreux travaux de fouilles et recherches depuis le XIXe siècle.
À partir de 1880, la roche de Vic accueille une chapelle, dédiée à la Vierge Marie, démolie en 1972 et remplacée par un petit oratoire. Un pèlerinage s'y tient chaque 15 août.
Le site bénéficie d'une protection au titre des sites classés depuis 1934 ; cette protection concerne 36 ha. Une table d'orientation, inaugurée en 1964, prend place sur le point haut.